# Den mandlige husassistent
Den mandlige Husassistent er en dansk spillefilm fra 1938 instrueret af Arne Weel efter manuskript af Fleming Lynge og Svend Rindom.

## Handling
I den lille, jævne Café Firkløver er Thomas Hansen tjener. Han er en flink og elskværdig mand, der flittigt og dygtigt passer sit arbejde, og nu står han og pynter en kuvert med blomster, som han selv har købt. De er til caféens stamgæst, fødselaren Birkehøj, som Thomas Hansen gennem årene er kommet til at holde af. De to sludrer hele dagen, og da Hansen lufter for Birkehøj, at han kun mangler 10.000 kr. for at realisere sin drøm om at starte sit eget badehotel, tilbyder Birkehøj at låne Hansen pengene.

## Medvirkende
- Osvald Helmuth
- Axel Frische
- Aage Schmidt
- Karin Nellemose
- Nina Kalckar
- Erika Voigt
- Connie Meiling
- Tove Bang
- Lis Løwert
- Aage Foss